# Trafic de médicaments falsifiés
Le trafic de médicaments falsifiés, contrefaits ou faux désigne les activités illégales de fabrication, distribution et commercialisation de toute substance (ou composition) contrefaite présentée comme possédant des propriétés curatives ou préventives à l'égard des maladies humaines . En quelques années, ce phénomène, problème de santé publique majeur, a atteint des proportions particulièrement inquiétantes.

## Contexte

### Ampleur du problème
Les observateurs internationaux notent que le trafic de faux médicaments  pourrait supplanter le trafic des drogues illicites du fait des bénéfices très importants qu’ils génèrent sans véritables risques pour les trafiquants.
Les estimations actuelles sur la contrefaçon de médicaments, attestent de l’intensité du phénomène au niveau mondial ,,:
•La contrefaçon de médicaments concernerait 10 % du marché mondial, soit une cinquantaine de milliards de dollars américains (FDA).
•1 %, c’est la part de médicaments falsifiés en circulation dans les pays développés. 
•15 à 30 %, c’est la part de médicaments falsifiés en circulation dans les pays émergents.
•la contrefaçon de médicaments atteindrait jusqu’à 30 % dans certains pays d'Afrique selon l’OMS.
•1 million, c’est le nombre de décès imputable au trafic de médicaments falsifiés.
•75 milliards de dollars, c’est le chiffre d’affaires atteints par les ventes mondiales de médicaments contrefaits en 2010, soit une hausse de 90 % en cinq ans, selon une estimation publiée par le Center for Medicine in the Public Interest des États-Unis d’Amérique et relayée par l’OMS.
•50 %, c’est la part de médicaments contrefaisants proposés en ligne, selon l’OMS.
•les statistiques publiées le 22 juillet 2011 sur les interceptions des douanes en Europe par la Commission européenne indiquent que les douanes ont bloqué 27 millions de produits pharmaceutiques contrefaisants.

### Le risque pour la santé
Les contrefaçons et falsifications de médicaments représentent un risque majeur pour la santé publique en raison  :
•de leur contenu, qui peut être dangereux : surdosage ou sous-dosage, principe actif autre que celui déclaré sur l’étiquetage, présence d’impuretés, etc.
•ou de l’absence de principes actifs : médicament placebo.
Leur utilisation peut aboutir à des échecs thérapeutiques voire à la mort .

### Les conséquences économiques
Les contrefaçons de médicaments constituent une menace forte pour les industries pharmaceutiques, fabricants légitimes, causant des pertes économiques considérables .

## Typologie des médicaments contrefaits
Tout médicament peut délibérément et frauduleusement être contrefait, qu’il soit destiné à traiter une maladie mortelle ou qu’il s’agisse d’une version générique peu coûteuse d’un antidouleur .
Dans les pays industrialisés, les médicaments les plus contrefaits sont :
•Les médicaments dits de « confort » et/ou considérés comme « tabous » : ceux traitant l’impuissance ou le surpoids etc.
•Les médicaments onéreux : les anticancéreux par exemple
•Les médicaments délivrés uniquement sur ordonnance : antidépresseurs, traitement de l’insomnie, contraceptifs, etc.
•Les produits dopants : stimulants (ex. amphétamines), hormones (ex. EPO), etc.
•Les produits n’ayant pas reçu d’autorisation de mise sur le marché dans un pays mais commercialisés dans d’autres.
•Les produits relevant du « charlatanisme ».
Dans les pays en développement, les médicaments les plus contrefaits sont les médicaments de « base » comme les antibiotiques, les antipaludéens, les antiparasitaires etc. mais aussi les traitements particulièrement onéreux comme les antirétroviraux.

## Facteurs contribuant au problème

### La rentabilité du trafic
Le trafic de médicaments falsifiés est un marché extrêmement lucratif et beaucoup plus rentable que toutes les autres activités criminelles. Pour exemple  :
•Le trafic d’héroïne est vingt-cinq fois moins rentable.
•La contrebande de cigarette est cinq fois moins rentable.

### Le manque d'harmonisation de la législation au niveau international
Jusqu’à maintenant, il n’existait pas de législation harmonisée au niveau international qui aurait permis une criminalisation de ces pratiques et l’application de sanctions dissuasives. Le Conseil de l’Europe a alors considéré comme une responsabilité commune pour la communauté internationale de vaincre ce fléau ,. 
Depuis 2004, le Conseil de l’Europe a travaillé sur l’élaboration d’un traité de droit pénal international : la Convention Médicrime, puissant instrument juridique international criminalisant la contrefaçon. Aujourd’hui, 21 états sont signataires de la Convention qui entrera en vigueur dès qu’au moins cinq états dont trois états membres du Conseil de l’Europe l’auront ratifiée ,.
La Convention Médicrime introduit des sanctions pénales en érigeant en infraction certains actes, y compris la complicité et la tentative de commission d’une contrefaçon, mais également en mettant en place des mesures de prévention et de protection des victimes. Elle offre également un cadre de coopération internationale et des mesures destinées à améliorer la coordination des actions au niveau national ,.

### Les importations parallèles
Les importations parallèles, qui entraînent des déconditionnements/reconditionnements de l’emballage secondaire selon la législation des pays importateurs, représentent un vecteur non négligeable du risque d’introduction de médicaments contrefaits au sein de la chaîne de distribution légale .
Avec la mise en œuvre de la Directive Européenne « Médicaments falsifiés » (2011/62/UE) qui introduit de nouveaux dispositifs de sécurité et de traçabilité, les importions parallèles seront soumis à un meilleur contrôle. En effet, les importateurs, qui devront être titulaires de l’autorisation d’importation devront d’une part s’assurer de l’authenticité et de l’intégrité du produit et d’autre part apposer un dispositif de sécurité de niveau équivalent à celui d’origine ,,.

### L'essor de la vente en ligne
Le trafic mondial de médicaments falsifiés doit sa considérable expansion à la démocratisation d’Internet et la vente par correspondance des biens de consommation depuis la fin des années 90 . L’OMS estime qu’actuellement un médicament sur deux vendu sur Internet est contrefait ,. Selon une enquête publiée en 2011 par la National Association of of Boards of Pharmacy (NABP), et que 96 % des pharmacies en ligne seraient illégales . 

### Les inégalités de l'accès aux soins
L’achat de médicaments peut représenter une part importante des revenus d’une personne ou d’une famille. Certains vont donc chercher à se procurer des médicaments à moindre coût, que l’on trouve souvent dans des points de vente non réglementés, où la probabilité de la présence de contrefaçons est plus forte .

## Contrefaçon dans les pays en voie de développement
Tous les pays sont touchés par la contrefaçon de médicaments. Pourtant, les pays émergents restent la cible prioritaire du crime organisé et de la vente de faux médicaments qui menacent les fondements même des systèmes de santé en contribuant à les discréditer aux yeux des populations .
De nombreuses causes fragilisent les pays en voie de développement  : 
•Système de santé et protection juridique défaillants.
•Inefficience des organismes de contrôle.
•Transactions commerciales impliquant plusieurs intermédiaires.
•Pénuries ou approvisionnements aléatoires de médicaments.
•Pauvreté et manque d’information des patients.
•Corruption et conflits d’intérêt.
Le problème de la contrefaçon est le plus aigu dans les pays où les systèmes de santé et où la réglementation pharmaceutique et de contrôle de son application sont les plus faibles.
Les médicaments de base comme les antibiotiques, les antipaludéens, ou encore les médicaments contre le VIH, font partie des médicaments les plus contrefaits . Au Ghana et au Nigéria, deux études ont montré que 8 % des antipaludéens certifiés par une autorité de réglementation ou l’OMS n’ont pas satisfaits aux tests de qualité car ne contiennent pas suffisamment d’ingrédients actifs . Les chiffres de la contrefaçon de médicaments en Afrique pourraient se situer au-delà de 60 % (on compte 30 % pour le Kenya mais 70 % pour l’Angola selon l’OMS). En 1995, un faux vaccin distribué lors d’une épidémie de méningite fait 2 500 morts au Niger. En 2009, un sirop toxique contre la toux fait plusieurs dizaines de morts au Nigéria. En 2011, 3000 malades touchés par des antirétroviraux falsifiés au Kenya .

## Contrefaçon dans les pays industrialisés
La falsification de médicaments touche également les pays industrialisés, en effet et pour exemple, en juillet dernier la Commission Européenne annonçait les résultats concernant les marchandises contrefaisantes interceptées dans l’Union européenne par les douanes pour l’année 2011. Ces résultats démontraient non seulement une augmentation notable des interceptions de produits médicaux mais également que le faux médicament était le produit le plus intercepté en nombre d’articles dans les envois postaux (36 %), confirmant ainsi que les consommateurs achètent de plus en plus de médicaments sur Internet. Les faux médicaments représentent ainsi en 2011  pour la première fois la catégorie de produits la plus appréhendée aux frontières : plus de 27 millions de médicaments contrefaisants, soit presque 25 % des marchandises de contrefaçon bloquées aux frontières ,.

## Outils technologiques

### La traçabilité
La traçabilité joue un rôle majeur dans la lutte contre la contrefaçon des médicaments. Elle désigne la capacité d’un médicament à être retrouvé tout au long du processus de production et de distribution. Un système de traçabilité nécessite un dispositif d’identification, de collecte et d’enregistrement des informations, capable de les restituer à la demande .
Parmi les nombreux outils technologiques disponibles pour réaliser cette traçabilité, le principal système utilisé est le datamatrix (code barre matriciel bidimensionnel (2D) à haute densité). Il permet de faire figurer de nombreuses informations sur un espace réduit (code produit, numéro de lot, date de péremption, numéro de série, etc.). En France, il est obligatoire depuis janvier 2011 . 

### Le contrôle en laboratoire
En laboratoire, les différentes méthodes (quantitatives ou qualitatives) de contrôle peuvent aller de la simple description des propriétés physico-chimiques du produit (poids, densité, solubilité, viscosité, indice de réfraction, rotation optique, etc.) aux tests colorimétriques, en passant par la chromatographie, la spectrophotométrie de masse, ou bien encore la spectrométrie .
Hors laboratoire, certains outils d’analyse physico-chimique des médicaments permettent de vérifier rapidement l’authenticité des médicaments :
•Le Truscan : spectromètre portable utilisable par du personnel non spécialiste de l’analyse chimique (douaniers, policiers, professionnels de santé, etc.).
•Le GPHF-Minilab : laboratoire d’analyse compact et mobile nécessitant une formation analytique spécifique.

## Agir contre la contrefaçon

### Se fournir auprès du circuit légal de distribution
En France, comme en Espagne ou en Belgique, seuls les pharmaciens et les hôpitaux sont autorisés à délivrer des médicaments. Les circuits commerciaux des pays qui n’imposent pas ce système monopolistique réservant la distribution aux officines deviennent plus compliqués, et plus difficiles à contrôler .
Pour se procurer ses médicaments, il faut donc éviter les points de vente non réglementés et les ventes par correspondance, où la probabilité de la présence de contrefaçons est plus forte et privilégier la délivrance de médicament par des professionnels de santé au sein d’officines agréées, contrôlées par des autorités responsables .
En France, jusqu’à maintenant, les médicaments contrefaits ne semblent pas avoir contaminé le réseau de distribution pharmaceutique classique, grâce  :
•à un contrôle du réseau de distribution très strict.
•à l'interdiction de déconditionnement.
•au monopole pharmaceutique.
•à l’interdiction de la vente en ligne.
Cependant, des menaces persistent  :
•l’accessibilité de la vente en ligne de médicaments.
•les importations parallèles.

### Authentifier un médicament contrefait
En apparence, les conditionnements et formes galéniques contrefaits peuvent être bien imités. Il apparaît alors difficile de différencier un médicament contrefait d’un médicament d’origine.  Un contrôle simple peut toutefois s’avérer efficace pour déceler les différences parfois subtiles d’une contrefaçon , :
•Prendre en compte le lieu de vente : l’achat de médicaments hors du circuit de distribution des officines agréées expose à un risque accru de contrefaçons.
•Vérifier la qualité extérieure (conditionnement secondaire) : en cas de défauts visibles, il y a de fortes chances qu’il s’agisse d’une contrefaçon : emballage bon marché, abimé ou avec des impressions de mauvaise qualité. Examiner également les informations mentionnées sur le conditionnement du médicament : elles peuvent être fausses, manquantes, ou comportant des fautes d’orthographe, de syntaxe ou de traduction.
•Contrôler la qualité du conditionnement primaire (en contact avec le médicament) : vérifier que certaines alvéoles du blister ne sont pas vides ou déchirées. Une altération de l’emballage du médicament doit faire suspecter une contrefaçon.

### Procédure à suivre face à un médicament contrefait
En cas de doute face à un médicament suspect, il faut solliciter l'avis du pharmacien ou du médecin et leur signaler (15) :
•un défaut de qualité du médicament ou de son conditionnement.
•un effet indésirable nouveau.

## Lutte contre la contrefaçon: une implication collective
La lutte contre la contrefaçon mobilise de plus en plus de parties prenantes, des gouvernements aux autorités de santé en passant par les organisations policières et douanières.  

### Mobilisation nationale
Parmi les principaux acteurs nationaux, on peut distinguer :
•L’Agence nationale de sécurité du médicament et des produits de santé (ANSM).
•Les Entreprises du médicament (Leem).
•Les douanes françaises.
•Les Ministères.
•Les laboratoires pharmaceutiques (Sanofi s’est doté en 2008 du premier laboratoire central d’analyse des contrefaçons (LCAC)).

### Mobilisation internationale
Parmi les principaux acteurs internationaux, on peut distinguer :
- L’Institut de recherche anti-contrefaçon de médicaments (IRACM) qui constitue aujourd’hui le seul organisme international indépendant qui a pour vocation exclusive de lutter contre la contrefaçon et la falsification de médicaments et cela par le biais, notamment, de la sensibilisation et de la formation [43].

- Interpol, organisation internationale qui a pour but de promouvoir la coopération policière internationale et qui coordonne notamment les opérations « Pangea » avec la participation des services de police, des douanes et des organismes nationaux de contrôle du médicament [44],[45].

- L’Organisation mondiale des douanes (OMD), organisation intergouvernementale spécialisée exclusivement sur les questions douanières, qui contrôle et lutte contre la fraude, notamment des produits pharmaceutiques [46].

- Le Conseil de l’Europe, regroupant 47 pays membres, qui est à l’origine de la Convention Médicrime, 1er instrument juridique criminalisant la fabrication et la distribution de faux produits médicaux [47],[48].

- Le Conseil Européen, regroupant les chefs d'État ou chefs de gouvernement des vingt-sept États membres de l'Union européenne, qui est à l’origine de la Directive 2011/62/UE, qui tend à garantir un niveau de protection élevé de la santé publique contre les médicaments falsifiés.

## Divers
Le film Le Troisième Homme (film) de Carol Reed, tourné en 1948, relate le trafic de pénicilline frelaté durant l'après-guerre.